# 통영에서의 하루
《통영에서의 하루》는 2022년에 개봉한 대한민국의 영화이다.

## 캐스팅
- 유인영 : 희연 역
- 이미도 : 성선 역
- 박정철[1] : 두관 역
- 신현탁 : 평재 역